# Tiranet de carpó rovellat
El tiranet de carpó rovellat (Tyranniscus uropygialis) és una espècie d'ocell de la família dels tirànids (Tyrannidae) que es troba a Bolívia, Colòmbia, Equador, Perú, Veneçuela i possiblement Argentina.

## Descripció
El tiranet de carpó rovellat fa uns 10 a 11,5 cm de llarg i pesa uns 8 a 9 g. Ambdós sexes tenen el mateix plomatge. Els adults tenen una corona marró fosc. El clatell i l'esquena són de color oliva marró i el dors i les cobertores superiors de la cua són color canyella brillant. Tenen una fina línia fosca a través de l'ull, la part inferior de color grisenc i llista superciliar i lores blancs. Les ales són de color marró fosc amb dues barres brillants, les vores de les plomes de vol interiors són grogues i les exteriors carbassa brillant. La cua és fosca, la gola blanc grisenc, el pit i els flancs de color marró oliva, i el ventre de color groc a blanc groguenc. L'iris és marró fosc, el bec negre i petit i arrodonit, i les potes negres.

## Distribució i hàbitat
El tiranet de carpó rovellat té una distribució disjunta. Es troba als Andes de l'estat de Mèrida de Veneçuela, als Andes orientals de Colòmbia al sud fins al departament del Meta occidental, als Andes occidentals de Colòmbia als departaments de Cauca i Nariño, a l'Equador a tots dos vessants andins, al Perú a la major part del vessant andí oriental i amb alguns registres a la part nord de l'oest i als Andes al sud del departament de Tarija de Bolívia. Els albiraments no confirmats a l'extrem nord-oest de l'Argentina porten el Comitè de Classificació Sud-americà de la Societat Americana d'Ornitologia a valorar-lo com a hipotètic en aquest país.
L'espècie habita en boscos humits de muntanya a les zones subtropicals i temperades. Allà on hi ha zones de creixement dens com matolls, vores de clarianes, vores arbustives properes a l'arbrat, barrancs arbustius, bosc nan i rodals de bambú Chusquea. En altitud es troba a uns 3.100 m a Veneçuela, entre 1.800 i 2.800 m a Colòmbia, majoritàriament entre 2.100 i 3.100 m a l'Equador, però localment fins a 1.800 m (5.900 peus) al Perú.

## Comportament

### Moviment
Es creu que el tiranet de carpó rovellat és un resident durant tot l'any a la major part de la seva distribució, però se sospita que fa lleugers desplaçaments d'elevació.

### Alimentació
S'alimenta d'insectes i probablement també de petits fruits. S'alimenta individualment i en parelles, generalment com a part d'un grup d'espècies mixtes. S'alimenta majoritàriament al dosser o a la part superior de la vegetació arbustiva, capturant les preses mentre està posat o fent breus volades.

### Cria
No se sap res sobre la biologia reproductiva del tiranet de carpó rovellat més enllà que es va observar una cria al desembre a Bolívia.

## Taxonomia i sistemàtica
El tiranet de carpó rovellat es va descriure originalment com Mecocerculus uropygialis. Durant gran part del segle XX es va col·locar al gènere Tyranniscus i en la dècada de 1970 es va transferir al gènere Phyllomyias. Un estudi publicat l'any 2020 va demostrar que Phyllomyias era polifilètic i que aquesta espècie juntament amb Tyranniscus nigrocapillus i T. cinereiceps no hi pertanyien. El setembre de 2023, el Comitè de Classificació Sud-americà de la Societat Americana d'Ornitologia (SACC) va ressuscitar el gènere Tyranniscus i va tornar a traslladar-hi el tiranet de carpó rovellat. El Congrés Ornitològic Internacional (COI), Clements Checklist i l'ITIS van fer el mateix l'agost de 2024.
Les taxonomies del Manual dels Ocells del Món (HBW) i BirdLife International mantenen l'espècie dins del gènere Phyllomyias.
El tiranet de carpó rovellat és monotípic.